# سیپرمترین
سیپرمترین (به انگلیسی: Cypermethrin) با فرمول شیمیایی C۲۲H۱۹Cl۲NO۳ یک ترکیب شیمیایی با شناسه پاب‌کم ۲۹۱۲ است. که جرم مولی آن ۴۱۶٫۳۰ g/mol می‌باشد. 